# Antonio Roldán
Antonio Roldán (n. 15 iunie 1946, Ciudad de México, Mexic) este un boxer ce a reprezentat Mexic, medaliat olimpic. A participat la o ediție a Jocurilor Olimpice (1968) în care a câștigat o medalie de aur.

## Participări
Lista de mai jos prezintă principalele competiții la care a participat Antonio Roldán de-a lungul carierei.
- Jocurile Olimpice de vară din 1968